# 熊晓冬
熊晓冬（1964年12月—），湖北麻城人，汉族，九三学社社员。中华人民共和国政治人物、第十三届全国人民代表大会广东地区代表。

## 生平
2018年2月24日，当选为第十三届全国人大代表。